# بنقردان الشمالية
بنقردان الشمالية هي عمادة تونسية تابعة لمعتمدية بنقردان، تمثل النصف الشمالي من مركز مدينة بنقردان وتبلغ مساحتها 8 كلم مربع، بلغ عدد سكانها 6.708 نسمة حسب آخر إحصائيات سنة 2014

### مواضيع ذات علاقة
- معتمدية بنقردان.
- ولاية مدنين.